# Liste der Bundespokalsieger im Einradfahren
Seit 1976 wird eine deutsche Meisterschaft im Einradfahren beim Länderkampf zwischen Deutschland und der Schweiz durchgeführt. Diese Veranstaltung findet regelmäßig in Oberaußem statt. Die Sieger werden mit erhalten einen Einradpokal.

## Bundespokal im Vierer
1976 wurde erstmals eine DM-Revanche im Einradfahren beim Länderkampf Deutschland – Schweiz in Oberaußem durchgeführt. An den Start gingen RSV 1912 Wiesbaden-Breckenheim, RKV Denkendorf, RKV Wimsheim und RV Freie-Bahn Oberaußem. Die DM-Revanche wurde danach jährlich ausgetragen und nannte sich dann Deutscher Einradpokal. 1982 wurde der Veranstaltung den heutigen Namen „Bundespokal im Einradfahren“ gegeben.

### Männer
| Jahr       | Austragungsort    | Gold Männer                                                                     | Silber Männer               | Bronze Männer             |
| 1976       | Oberaußem         | RSV Breckenheim                                                                 |                             |                           |
| 1981       | Wächtersbach      | RSV Breckenheim                                                                 | RSC Dietzenbach             | JSV Neuenschmidten II     |
| 1982       | Breckenheim       | RSV Breckenheim                                                                 | JSV Neuenschmidten II       | RSC Dietzenbach           |
| 1983       | Dietzenbach       | RSC Dietzenbach                                                                 | RSV Breckenheim             | JSV Neuenschmidten        |
| 1984       | Kornwestheim      | RSC Dietzenbach                                                                 | JSV Neuenschmidten I        | RKV Pleidelsheim          |
| 1985       | Breckenheim       | RSC Dietzenbach                                                                 | RSV Breckenheim             | RSV Heere                 |
| 1986       | Oberaußem         | RSC Dietzenbach                                                                 | RSV Heere                   | RSV Breckenheim           |
| 1987       | Unterweissach     | RSC Dietzenbach                                                                 | RSV Breckenheim             | RKV Pleidelsheim          |
| 1988       | Dietesheim        | RSC Dietzenbach                                                                 | RSV Pleidelsheim II         | JSV Neuenschmidten III    |
| 1989       | Geldern-Veert     | RSC Dietzenbach                                                                 | RKV Pleidelsheim II         | JSV Neuenschmidten II     |
| 1993       | .                 |                                                                                 |                             | RSV Heere                 |
| 1995       | .                 |                                                                                 |                             | RSV Heere                 |
| 16.09.2000 | Mörfelden         | Spvg. Rot – Weiß Moisling                                                       | JSV Neuenschmidten 1        | JSV Neuenschmidten 2      |
| 2001       | Lübeck            |                                                                                 |                             |                           |
| 07.09.2002 | Saarbrücken       | JSV Neuenschmidten 1                                                            | JSV Neuenschmidten 2        | RSV Kornwestheim          |
| 2003       | Kornwestheim      | JSV Neuenschmidten 2                                                            | JSV Neuenschmidten 1        | Spvg. Rot – Weiß Moisling |
| 11.09.2004 | Wächtersbach      | Spvg. Rot – Weiß Moisling                                                       | JSV Neuenschmidten          | RSV Kornwestheim          |
| 2005       | Lübeck            | Spvg. Rot – Weiß Moisling                                                       | JSV Neuenschmidten          | RSV Kornwestheim          |
| 2006       | Denkendorf        | JSV Neuenschmidten 1 Sascha Vogt, Stefan Neidhardt, Thomas Eurich, Dirk Joffroy | JSV Neuenschmidten 2        | JSV Neuenschmidten 3      |
| 2007       | Lemgo             | JSV Neuenschmidten 1 Sascha Vogt, Stefan Neidhardt, Thomas Eurich, Dirk Joffroy | Spvg. Rot – Weiß Moisling   | JSV Neuenschmidten 3      |
| 2008       |                   |                                                                                 |                             |                           |
| 2009       |                   |                                                                                 |                             |                           |
| 2010       |                   |                                                                                 |                             |                           |
| 2011       | Hansestadt Lübeck | Spvg. Rot – Weiß Moisling                                                       |                             |                           |
| 2012       | Rockenberg        | JSV Neuenschmidten I                                                            | RV Freie Bahn Oberaußem     | Spvg. Rot – Weiß Moisling |
| 2013       | Lemgo             | Spvg. Rot – Weiß Moisling                                                       |                             |                           |
| 2014       | Mörfelden         | Spvg. Rot – Weiß Moisling                                                       | JSV Neuenschmidten III      | JSV Neuenschmidten I      |
| 2015       | Lengerich         | Spvg. Rot – Weiß Moisling                                                       | TuS Dorum                   | RV Freie Bahn Oberaußem   |
| 2016       | Hungen            | TuS Dorum                                                                       | RKV Solidarität Schweinfurt | RSV Breckenheim           |
| 2017       | Lübeck            | Spvg. Rot – Weiß Moisling                                                       | SV Breckenheim              | JSV Neuenschmidten        |

### Frauen
| Jahr       | Austragungsort | Gold Frauen        | Silber Frauen      | Bronze Frauen      |
| 16.09.2000 | Mörfelden      | RSV Steinhöring    | RMSV Aach          | RKV Herzogenaurach |
| 2001       | Lübeck         |                    |                    |                    |
| 07.09.2002 | Saarbrücken    | RKV Herzogenaurach | RMSV Aach          | RV Altenkessel     |
| 2003       | Kornwestheim   | RSV Randersacker   | RKV Herzogenaurach | RMSV Aach          |
| 11.09.2004 | Wächtersbach   | RKV Denkendorf     | RMSV Aach          | RKV Herzogenaurach |
| 2005       | Lübeck         | RMSV Aach          | RKV Herzogenaurach | SKV Mörfelden      |
| 2006       | Denkendorf     | RKV Denkendorf     | SKV Mörfelden      | RKV Herzogenaurach |

## Bundespokal im Sechser
1976 wurde erstmals eine DM-Revanche im Einradfahren beim Länderkampf Deutschland – Schweiz in Oberaußem durchgeführt. An den Start gingen RSV 1912 Wiesbaden-Breckenheim, RKV Denkendorf, RKV Wimsheim und RV Freie-Bahn Oberaußem. Die DM-Revanche wurde danach jährlich ausgetragen und nannte sich dann Deutscher Einradpokal. 1982 wurde der Veranstaltung den heutigen Namen „Bundespokal im Einradfahren“ gegeben.
Der Bundespokal im Einradfahren ist heute zugleich der Vorkampf der Deutschen Meisterschaft. Hier qualifizieren sich die besten Mannschaften je Disziplin für das Finale der Deutschen Meisterschaft.

### Offen
| Jahr       | Austragungsort    | Gold | Silber                 | Bronze                 |
| 2003       | Kornwestheim      | RKV Herzogenaurach | RMSV Aach              | RSV Kornwestheim       |
| 11.09.2004 | Wächtersbach      | RMSV Aach 1 | RMSV Aach 2            | RKV Herzogenaurach     |
| 2005       | NICHT AUSGETRAGEN | |                        |                        |
| 2006       | Denkendorf        | RMSV Aach 1 | RMSV Aach 2            | RSV Tempo Lieme Jugend |
| 2007       | Lemgo             | RMSV Aach 1 | RSV Tempo Lieme Jugend | RMSV Aach 2            |
| 30.08.2008 | Bergheim          | SKV Mörfelden - Anna Hechler - Hannah Hechler - Lisa Hofmann - Elisabeth Schäffer - Pia Stiller - Elena Zippel - Trainer: Annel Lindner / Wanja Lindner | RKV Herzogenaurach     | RKV Denkendorf         |
| 12.09.2009 | Herzogenaurach    | SKV Mörfelden - Anna Hechler - Hannah Hechler - Lisa Hofmann - Elisabeth Schäffer - Pia Stiller - Elena Zippel - Trainer: Annel Lindner / Wanja Lindner | RKV Herzogenaurach     | RKV Schweinfurt        |

### Männer
| Jahr       | Austragungsort    | Gold Männer          | Silber Männer         | Bronze Männer        |
| 1981       | Wächtersbach      | JSV Neuenschmidten   | RSC Dietzenbach       | RKB Herzogenaurach   |
| 1982       | Breckenheim       | RSV Breckenheim      | JSV Neuenschmidten    | RKB Herzogenaurach   |
| 1983       | Dietzenbach       | RSC Dietzenbach      | JSV Neuenschmidten    | RKB Herzogenaurach   |
| 1984       | Kornwestheim      | JSV Neuenschmidten   | RSV Breckenheim       | RSC Dietzenbach      |
| 1985       | Breckenheim       | JSV Neuenschmidten   | RSC Dietzenbach       | RKV Pleidelsheim     |
| 1986       | Oberaußem         | RSV Heere            | RSV Breckenheim       | RKV Pleidelsheim     |
| 1987       | Unterweissach     | RSV Breckenheim      | RSC Dietzenbach       | JSV Neuenschmidten   |
| 1988       | Dietesheim        | RSC Dietzenbach      | JSV Neuenschmidten II | RSV Breckenheim      |
| 1989       | Geldern-Veert     | JSV Neuenschmidten I | JSV Neuenschmidten II | RSC Dietzenbach      |
| 1992       |                   |                      | RSV Heere             |                      |
| 16.09.2000 | Mörfelden         | SV Lübeck-Moisling   | JSV Neuenschmidten 1  | JSV Neuenschmidten 2 |
| 07.09.2002 | Saarbrücken       | JSV Neuenschmidten 1 | JSV Neuenschmidten 2  | SV Lübeck-Moisling   |
| 2003       | NICHT AUSGETRAGEN |                      |                       |                      |
| 2004       | NICHT AUSGETRAGEN |                      |                       |                      |
| 2005       | Lübeck            | RSV Kornwestheim     | JSV Neuenschmidten    | SV Lübeck-Moisling   |

### Frauen
| Jahr       | Austragungsort    | Gold Frauen        | Silber Frauen        | Bronze Frauen                  |
| 16.09.2000 | Mörfelden         | RMSV Aach          | RKV Herzogenaurach 1 | RKV Herzogenaurach Juniorinnen |
| 2001       | Lübeck            |                    |                      |                                |
| 07.09.2002 | Saarbrücken       | RKV Herzogenaurach | RMSV Aach            | RV Oberaußem                   |
| 2003       | NICHT AUSGETRAGEN |                    |                      |                                |
| 2004       | NICHT AUSGETRAGEN |                    |                      |                                |
| 2005       | Lübeck            | RMSV Aach          | RKV Herzogenaurach   | RKV Denkendorf                 |

## Bundespokal im Vierer und Sechser
1976 wurde erstmals eine DM-Revanche im Einradfahren beim Länderkampf Deutschland – Schweiz in Oberaußem durchgeführt. An den Start gingen RSV 1912 Wiesbaden-Breckenheim, RKV Denkendorf, RKV Wimsheim und RV Freie-Bahn Oberaußem. Die DM-Revanche wurde danach jährlich ausgetragen und nannte sich dann Deutscher Einradpokal. 1982 wurde der Veranstaltung den heutigen Namen „Bundespokal im Einradfahren“ gegeben.

### Offen
| Jahr       | Austragungsort    | Gold | Silber                 | Bronze                 |
| 2003       | Kornwestheim      | RKV Herzogenaurach | RMSV Aach              | RSV Kornwestheim       |
| 11.09.2004 | Wächtersbach      | RMSV Aach 1 | RMSV Aach 2            | RKV Herzogenaurach     |
| 2005       | NICHT AUSGETRAGEN | |                        |                        |
| 2006       | Denkendorf        | RMSV Aach 1 | RMSV Aach 2            | RSV Tempo Lieme Jugend |
| 2007       | Denkendorf        | RMSV Aach 1 | RSV Tempo Lieme Jugend | RMSV Aach 2            |
| 30.08.2008 | Bergheim          | SKV Mörfelden - Anna Hechler - Hannah Hechler - Lisa Hofmann - Elisabeth Schäffer - Pia Stiller - Elena Zippel - Trainer Annel Lindner / Wanja Lindner | RKV Herzogenaurach     | RKV Denkendorf         |

### Männer
| Jahr       | Austragungsort    | Gold Männer          | Silber Männer        | Bronze Männer        |
| 16.09.2000 | Mörfelden         | SV Lübeck-Moisling   | JSV Neuenschmidten 1 | JSV Neuenschmidten 2 |
| 07.09.2002 | Saarbrücken       | JSV Neuenschmidten 1 | JSV Neuenschmidten 2 | SV Lübeck-Moisling   |
| 2003       | NICHT AUSGETRAGEN |                      |                      |                      |
| 2004       | NICHT AUSGETRAGEN |                      |                      |                      |
| 2005       | Lübeck            | RSV Kornwestheim     | JSV Neuenschmidten   | SV Lübeck-Moisling   |

### Frauen
| Jahr       | Austragungsort    | Gold Frauen        | Silber Frauen        | Bronze Frauen                  |
| 16.09.2000 | Mörfelden         | RMSV Aach          | RKV Herzogenaurach 1 | RKV Herzogenaurach Juniorinnen |
| 2001       | Lübeck            |                    |                      |                                |
| 07.09.2002 | Saarbrücken       | RKV Herzogenaurach | RMSV Aach            | RV Oberaußem                   |
| 2003       | NICHT AUSGETRAGEN |                    |                      |                                |
| 2004       | NICHT AUSGETRAGEN |                    |                      |                                |
| 2005       | Lübeck            | RMSV Aach          | RKV Herzogenaurach   | RKV Denkendorf                 |